# サイパン (空母)
| USS Saipan (CVL-48) |                                   |
| 艦歴                |                                   |
| 起工                | 1944年7月10日                     |
| 進水                | 1945年7月8日                      |
| 就役                | 1946年7月14日                     |
| 退役                | 1970年1月14日                     |
| その後              | 1976年にスクラップとして売却      |
| 性能諸元            |                                   |
| 排水量              | 14,500 t                          |
| 全長                | 209m                              |
| 全幅                | 23.4m 水線長 35.1m                |
| 吃水                | 7.6m                              |
| 機関                | 蒸気タービン、120,000馬力 4軸推進 |
| 最大速力            | 33 ノット                         |
| 航続距離            |                                   |
| 乗員                | 士官、兵員1,721名                 |
| 兵装                | ボフォース 40mm機関砲 40門        |
| 搭載機              | 50機                              |

サイパン(USS Saipan, CVL-48)は、アメリカ海軍の航空母艦である。サイパン級航空母艦のネームシップ。
後に通信中継艦アーリントン(USS Arlington, AGMR-2)に種別と艦名それぞれ変更された。

## 就役
サイパンはニュージャージー州カムデンのニューヨーク・シップビルディング社で1944年7月10日に起工、ジョン・W・マコーマック夫人によって進水し、1946年7月14日、ジョン・G・クロメリン艦長の指揮下就役した。
就役後は飛行訓練生を乗艦させフロリダ州ペンサコーラを1946年9月に出港、1947年4月まで訓練を行った後、バージニア州ノーフォークを母港と指定される。その後メキシコ湾からカリブ海へと訓練航海を行い、フィラデルフィアでオーバーホールを行った後、11月にペンサコラに戻る。海軍兵学校生の訓練を行った後の12月後半に、オペレーション・ディベロップメント・フォースに参加するため東海岸へ向かう。
1948年2月にはジェット戦闘機の運用試験、戦略空母支援および電子機器の評価試験を行うが、2日から7日までその任務を中断し、ベネズエラの大統領就任式に参加するアメリカ代表団を搬送する。ベネズエラからの帰還途中にバージニア岬沖で局所任務を行った。ニューハンプシャー州ポーツマスを訪れた後、4月から運用・評価試験を再開する。18日にはミンドロ (USS Mindoro, CVE-120)に代わって第17空母部隊の旗艦となる。

## VF-17A航空部隊

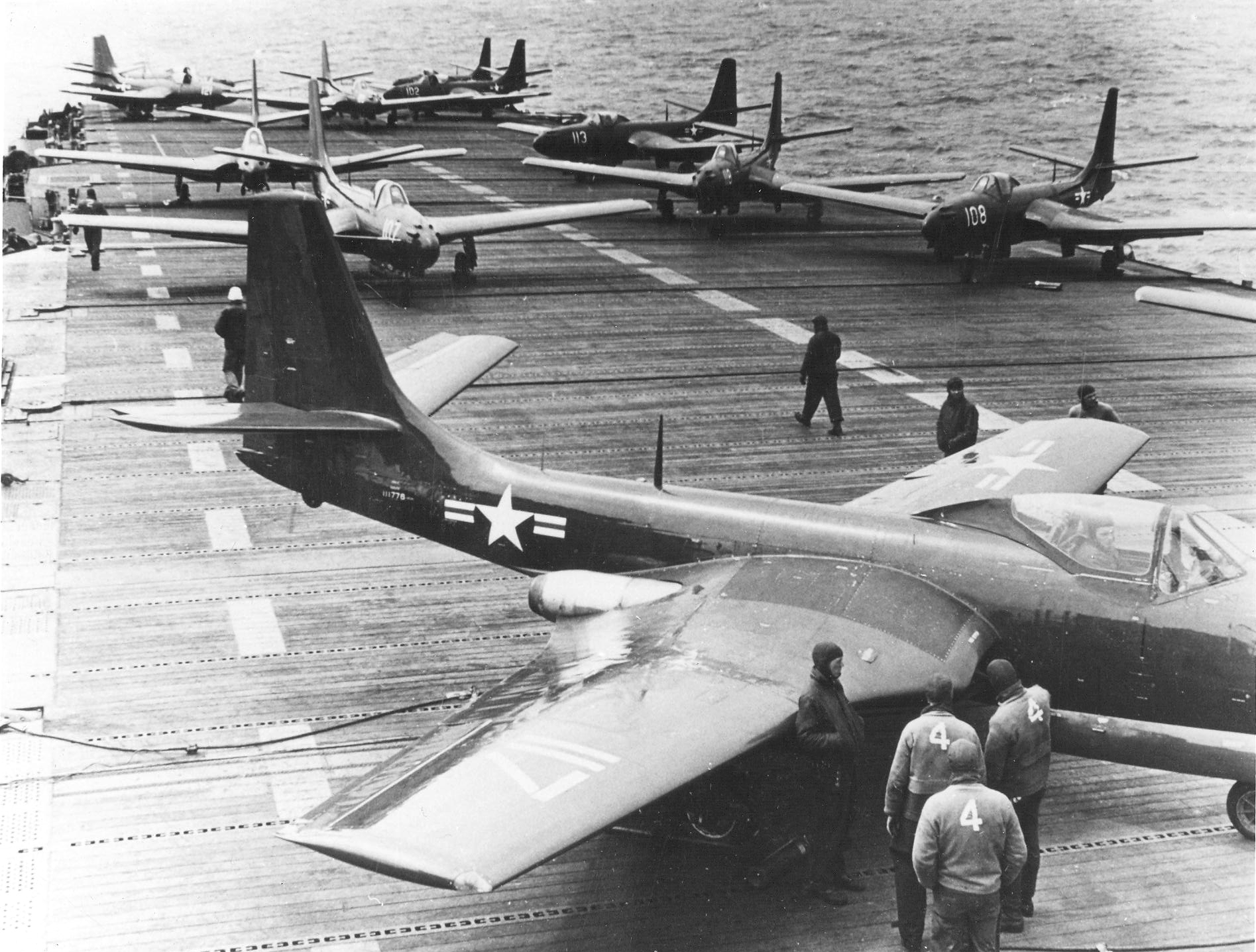
サイパン艦上のVF-17A飛行隊所属のFH-1
1948年5月6日の撮影

4月19日にサイパンはロードアイランド州クォンセット・ポイントを出港し、5月3日にVF-17A飛行隊を乗艦させる。3日後に部隊はFH-1 ファントムを受領し、アメリカ海軍初の艦上ジェット戦闘機部隊となった。
同月末にノーフォークに帰還すると、サイパンは旗艦任務を解除される。6月にはニューイングランド水域に戻り、7月になるとノーフォークでオーバーホールを開始する。12月には局所任務を再開する。24日には海軍の最新ヘリコプター、XHJS-1二機および海兵隊のHRP-1三機の運用を命じられるとともに、氷冠上で行動不能となった11人の飛行家を救助するためグリーンランドへ派遣される。クリスマスにノーフォークを出港、28日にはファーヴェル岬に到着し、天候が回復するとヘリコプターを発艦させた。29日に離着陸用のスキーを装着したC-47が氷原に着陸し、飛行家達を救助した。

## ハリケーン・ヘイゼル
10月にサイパンは再びカリブ海の南へ航海した。ハリケーン・ヘイゼルが大アンティル諸島を直撃し、サイパンは救援任務を命じられる。13日から20日までサイパンはハイチの孤立した地域に食料および医薬品、救護班を運搬した。その功績でハイチ政府から感謝状を贈られている。
その後ノーフォークに帰還し、11月1日からオーバーホールを行う。翌年4月にはカリブ海に航海し任務を再開する。6月にはペンサコラの航空訓練センターの訓練生を乗艦させ、夏まで訓練を行った。9月末にサイパンは再びハリケーンの救援任務を命じられ、メキシコに派遣される。10月1日から9日まで艦載ヘリコプターで生存者の救助、救助班の派遣、氾濫したタンピコ地区への食料、飲料水、医薬品の補給を行った。
10月12日にペンサコラに帰還し、1957年4月まで同所に留まる。4月1日にニュージャージー州ベイヨンに向けて出航し、そこで不活性化処理を行われた後1957年10月3日に解役された。

## 艦種変更

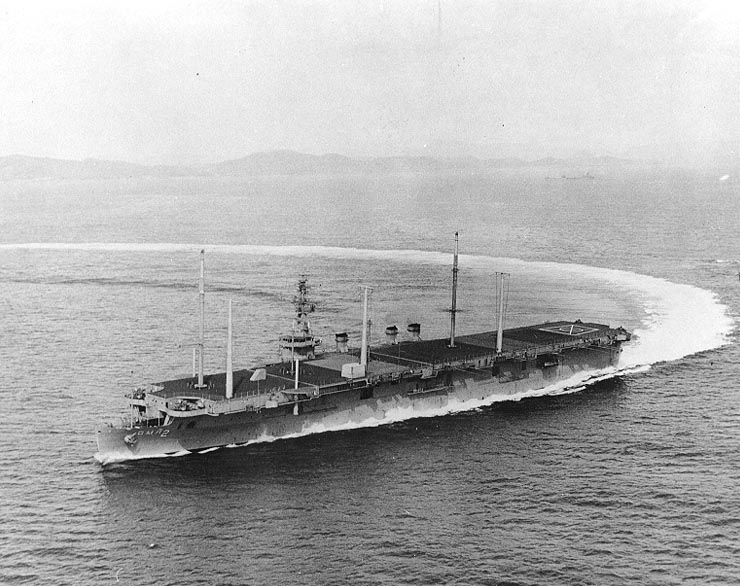
アーリントン (AGMR-2)
1967年の撮影

サイパンは1959年5月15日に航空機運搬艦(AVT-6)に艦種が変更され、1963年3月まで大西洋予備艦隊に所属した。その後アラバマ州モービルのアラバマ・ドライ・ドック・アンド・シップビルディング社のドックに入り、指揮艦(CC-3)への改装を行う。その後1964年9月1日に通信中継艦(AGMR-2)に再変更された。1965年4月8日には海軍で初めて無線実験が行われた一カ所であるバージニア州アーリントンに因み、艦名をアーリントンと変更する。サイパンは1966年8月12日にアーリントン (AGMR-2)としての変更を完了し、1966年8月27日にノーフォークで再就役した。
同年の残りを調整航海に費やし、アーリントンは1967年1月にカリブ海で就役訓練、2月にはビスケー湾と北ヨーロッパで訓練を行った。3月末にノーフォークに帰還し、4月には再びカリブ海に航海する。ハンプトン・ローズへの帰還時にアーリントンは西太平洋への配属の準備を行った。

## ベトナム戦争
アーリントンは7月7日にノーフォークを出航し、パナマ運河を通過し真珠湾、横須賀、スービック湾を経由してアナポリス(USS Annapolis, AGMR-1)と共にベトナム水域に向かう。アーリントンのトンキン湾における最初の偵察巡航は8月21日から9月18日にかけて行われ、作戦活動中の第7艦隊の艦艇に確実な通信を提供した。加えて電子機器の修理支援を行った。初の偵察巡航が終わりアーリントンはフィリピンで新たな衛星通信施設を受け取った。その後10月2日に台湾へ向けて出航する。
台湾で3日間の停泊後、再びトンキン湾に向かい通信中継任務を再開した。10月末にアーリントンは南へ向かい、南ベトナム沖で「マーケット・タイム作戦」における通信援助を行う。同所に34日停泊した後、香港で5日間を過ごしスービック湾に帰還する。12月の初めに再びトンキン湾に向かい、3度目のヤンキー・ステーションにおける通信援助任務に就く。12月27日に同水域を離れ北へ向かい、1968年1月4日に横須賀に到着し、1月19日にはベトナムにむけて出航する。
ヤンキー・ステーションに24日到着し、26日に出航、日本海での訓練後再びヤンキー・ステーションに帰還する。
同水域に2月13日から3月10日まで停泊した後、3月14日に横須賀に到着し4月3日まで停泊する。その後4月10日から再びトンキン湾で任務を再開し、4月の巡航任務を終えるとオーストラリアのシドニーを訪れる。6月半ばにヤンキー・ステーションに戻り、7月20日から22日まで香港を訪れ、その後横須賀に向かう。

## 有人宇宙船回収
8月末から11月半ばにかけて、アーリントンは二度のヤンキー・ステーションへの巡航を終える。12月初めに真珠湾に帰還し、同月半ばに通信試験を行った後、18日に第130任務部隊と共にハワイを出航する。同部隊は太平洋における有人宇宙船回収を任務とする部隊であった。主要な着水海域での通信中継艦として、アーリントンはアポロ8号の回収に参加し、29日に真珠湾に帰還する。二日後フィリピンに向けて出航し、1969年1月17日にトンキン湾での通信中継任務を再開する。2月6日にヤンキー・ステーションを出航し、横須賀での維持作業後九州から沖縄海域での作戦活動に参加し、3月末に香港に向かいその後ベトナムに帰還する。
4月6日から14日までヤンキー・ステーションに留まり、アーリントンはアポロ宇宙船の通信装置をテストした。15日に真珠湾に向かい、5月2日にハワイに到着、再び第130任務部隊に合流する。5月11日に部隊と共に真珠湾を出航、ハワイ沖2,400マイル南方水域でアポロ10号の回収に参加する。5月26日、カプセルを回収しハワイに帰還する。アーリントンはハワイからミッドウェー島に向かい、6月8日と9日に行われたニクソン大統領とグエン・バン・チューベトナム大統領の会談に対する通信支援を行い、その後西へ向かう。
6月27日にアーリントンはベトナム水域に戻る。7月7日、三度目のアポロ回収任務を命じられる。着水海域に21日到着し、アーリントンは機材のテスト後22日にジョンストン島に向かう。23日にニクソン大統領がアーリントンを訪問する。24日アポロ11号の回収を支援し、飛行士とカプセルを無事回収した。アーリントンはハワイ経由で帰国の途に就く。8月21日に母港のロングビーチに到着し、4日後にサンディエゴに向かい不活性化の準備に入る。
アーリントンは1970年1月14日に退役し、サンディエゴの予備役艦隊で保管される。1975年8月15日に除籍され、1976年6月1日に防衛再利用マーケティングサービス(Defense Reutilization and Marketing Service, DRMS)によってスクラップとして売却された。
アーリントンはベトナム戦争の戦功で7個の従軍星章を受章した。